# قوالب الويب

قوالب الويب هي أداة تستخدم لفصل المحتوى عن المظهر في تصميم صفحات الويب، وفي الإنتاج الشامل لمستندات الويب. وهي العنصر الأساسي لأنظمة قوالب الويب.
قوالب الويب يمكن استخدامها لإنشاء أي نوع من أنواع مواقع الإنترنت. في أبسط معانيها، قوالب الويب تعمل بشكل مشابه لـنموذج الرسالة المستخدم في إنشاء مواقع الإنترنت.

## استخدامات القوالب
قوالب الويب يمكن استخدامها من قبل أي فرد أو منظمة لإنشاء مواقع الويب الخاصة بهم. مرة واحدة في قالب يتم شراؤها أو تحميلها، وسيكون المستخدم قادر على استبدال كافة المعلومات العامة المدرجة في قالب الويب بالمعلومات الشخصية الخاصة بهم، والتنظيمية، أو معلومات عن المنتج. القوالب يمكن استخدامها لـ:
- عرض المعلومات الشخصية أو الأنشطة اليومية كما هو الحال في المدونات
- بيع المنتجات عبر الإنترنت.
- عرض معلومات الشركات أو المؤسسات.
- عرض التاريخ العائلي.
- معارض الصور..
- ملفات الموسيقى مثل mp3 عبر الإنترنت لتعمل من خلال متصفح الويب.
- مكان أشرطة الفيديو على الإنترنت للعامة.
- في إعدادات الدخول الخاصة عبر الإنترنت.

### التجزئة الفعالة
وهناك هدف مشترك بين مطوري الويب من ذوي الخبرة في تطوير ونشر التطبيقات التي تتسم بالمرونة وسهولة صيانة وهو عامل مهم في تحقيق هذا الهدف هو فصل العمليات المنطقية عن منطقيات المظهر. المطورين يستخدمون أنظمة قوالب الويب (بدرجات متفاوتة من النجاح) لـ لمحافظه على هذه التجزئة.
الصعوبة الوحيدة في تقييم هذه التجزئة هي عدم وجود الشكليات المحددة جيدا لقياس متى وكيف تتحقق فعلا وهناك، مع ذلك، إلى حد ما الاستدلال بالمعايير القياسية التي تم استعارتها من مجال هندسة البرمجيات. وتشمل هذه 'الميراث' (على أساس مبادئ البرمجة الشيئية)؛ و'إنشاء القوالب وإنشاء البرامج'، (بما يتفق مع مبادئ فصل التحكم بمظهر النموذج MVC). والفارق الدقيق بين مختلف الأساسيات تخضع لبعض النقاش، وبعض جوانب الأساسيات المختلفة تشترك في درجة التشابه.

### عرض مرن
أحد المبررات الرئيسية وراء «التجزئة الفعّالة» هو الحاجة إلى أقصى قدر من المرونة في لغات البرمجة والموارد المخصصة لمنطقيات المظهر. طلبات العملاء، وتغيير تفضيلات العملاء والرغبة في تقديم «واجهة جديدة» لمرحلة ما قبل ايجاد المحتوى في كثير من الأحيان نتيجة في الحاجة إلى تعديل كبير في المظهر العام لمحتوى الويب دون الحاجة الكبيرة إلى تعطيل البنية التحتية الأساسية.
التمييز بين «المظهر» (الواجهة الأمامية) و«العمليات المنطقية» (البنى التحتية) عادة ما تكون مهمة واحدة، وذلك لأن:
- مصدر لغة برمجة المظهر قد تختلف عن غيرها من الأصول البرمجية.
- في عملية الإنتاج التطبيقات قد يتطلب العمل الذي يتعين القيام به في أوقات وأماكن.
- مختلف العاملين يمتلكون مهارات مختلفة، ومهارات العرض لا تتطابق دائما مع مهارات برمجة العمليات المنطقية.
- الأصول البرمجية هي الأسهل للحفاظ على وأكثر قابلية للقراءة المكونات المتباينة عندما تكون منفصلة ومتباعدة.

### إعادة الاستخدامية
ليس كل المستخدمين الفعليين لقوالب الويب يملكون الرغبة والقدرة لتوظيف مطورين بغرض تصيم نظام معين لاحتياجاتهم. إضافة على ذلك يتمني البعض استخدام الويب لكن يملكون قدرات محدودة أو عدم كفاءة تقنية. لهذه الأسباب عدد من المطورين والبائعين أصدروا قوالب ويب، تحديداً لإعادة الإستخادم بواسطة من هم غير تقنيين. على الرغم أن إعادة الاستخدام لقوالب الويب شيء مهم حتى للمطورين ذو المهارة العالية والخبرة التقنية إلا أنها محل انتقاد خاصةً للذين يعتمدون على البساطة وقوالب الويب الجاهزة.
قوالب الويب الجاهزة أحيانا تكون مجانية وسهلة الصنع بواسطة الفرد محلياً. ومع ذلك قوالب الويب المتخصصة أحيانا تباع على الإنترنت. وعلى الرغم من وجود عدد هائل من المواقع الاعلانية التي تقدم قوالب ويب برخص مدفوعة يوجد أيضا ماهو مجاني وذات مصدر مفتوح أو مصادر مفتوحة كذلك.

#### قوالب مفتوحة المصدر
انتشار حركة تصميم المصدر المفتوح شهد بطئاً لكنه ثابت الانتشار بين مجتمع مصممين المصادر المفتوحة. بعض المواقع تقدم قوالب مفتوحة المصدر بالإضافة الي محتويات أخرى. بعض المواقع تقدم قوالب مفتوحة المصدر بالإضافة إلى المحتويات الأخرى.

## وصلات خارجية
- قوالب الويب على مشروع الدليل المفتوح